# Equivocada
Az Equivocada (spanyol, jelentése: ’Tévedésben’) az első kislemez Thalía első, Primera fila című akusztikus albumáról, amely 2009. október 7-én jelent meg. Szerzői Mario Domm és María Bernal, producere Áureo Baqueiro, stílusa ballada, témája pedig egy szerelmi csalódás története. A dal MP3 formátumban vásárolható meg az interneten. A szám 8. helyezést ért el a Billboard Top Latin Songs listán és 2. lett a Latin Pop Songs slágerlistán.
A dalhoz videóklip is készült, amely a koncertfelvételből lett összevágva.

## Története
A dalt 2002-ben írta Maria Domm – a Camila együttes zenésze – és María Bernal. Eredetileg a szintén mexikói Yuridia vette fel, azonban nem volt megelégedve a végeredménnyel, így nem került fel a lemezére. 2009-ben a Sony Music Latin megkereste a szerzőt, hogy a dalt adja át Thalíának. Mario Domm azt javasolta a kiadónak, hogy inkább új dalt írna Thalíának, azonban ők ragaszkodtak hozzá. Az eredmény végül mindenkit meglepett, még maga is szerző is meghatódott: Thalía tökéletesen el tudta énekelni azt a dalt élőben, amely másokon kifogott.

## Mondanivalója
Thalía a dal mondanivalóját az alábbiak szerint foglalta össze az MTV Tr3s zenetévének adott exkluzív interjúban:
Nyilván tévedni emberi dolog, és ez a dal, bár én nőnemben éneklem, valójában nem köthető nemhez. Éppúgy megérint egy férfit is, ahogy egy nőt, aki éppen nehéz döntés előtt áll az életben, s felteszi magának a kérdést, hogy „boldog vagyok-e vagy rendkívül szomorú”. Ezt könnyű megkérdezni, de nagyon nehéz megválaszolni; s ez a dal ezt teszi: segít neked végiggondolni és megválaszolni saját magadnak… azt hiszem ezért nyűgözte le az embereket. Valóban voltak olyan pillanatok, amikor teljes tévedésben voltam, nemcsak a munkával kapcsolatos döntésekben, hanem magánéleti, szerelmi döntésekben, stb. Összegzed az életed és rájössz, hogy az adott időszak nem volt a legjobb döntés, de mindez segít a fejlődésben, segít abban, hogy határozottabb legyél és megtaláld a helyes utat.

## Külső hivatkozások
- People en Español: Thalía nos presenta "Equivocada"
- Equivocada az Amazon.comon
- Equivocada. YouTube